# 巉口镇
巉口镇，是中华人民共和国甘肃省定西市安定区下辖的一个乡镇级行政单位。

## 行政区划
巉口镇下辖以下地区：
巉口村、冯家岔村、花林村、赵家铺村、康家庄村、北川村、三十里铺村、张家川村、东川村、张家曲村、甘林村、大柏林村、学房村、小柏林村、剡家川村、盐沟村、松川村、龙滩村、张湾村、胜利村、金滩村、联星村、西坪村、上岘村、官兴村、常川村、席滩村、阳山村和新坪村。